# Macrocoma orthotrichoides
Macrocoma orthotrichoides là một loài Rêu trong họ Orthotrichaceae. Loài này được (Raddi) Wijk & Margad. mô tả khoa học đầu tiên năm 1962.